# 키란티어군

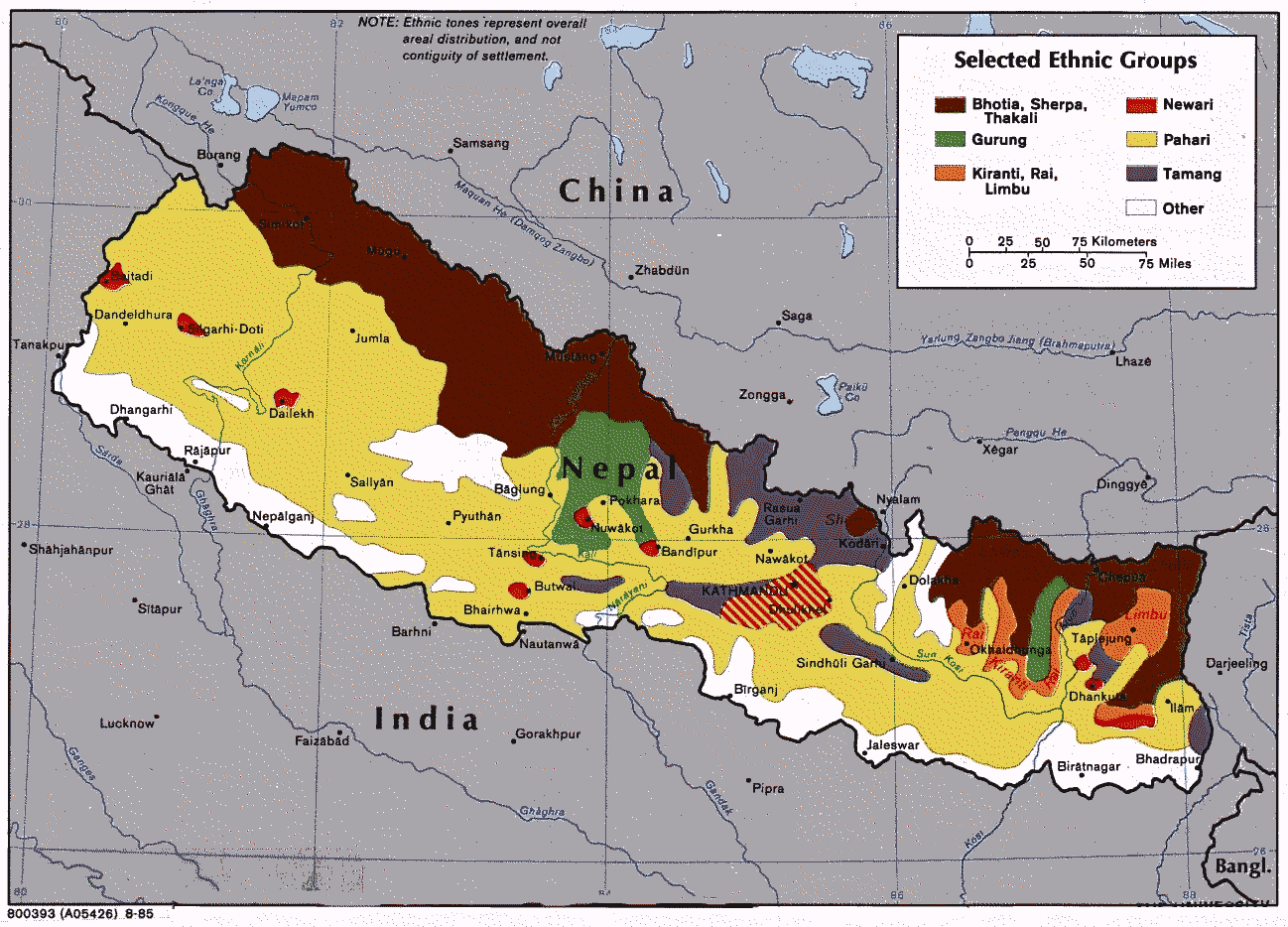
주황색으로 표시된 것이 키란티어군

키란티어군(Kiranti)은 네팔 동부와 인도 시킴 주 등에 거주하는 키라티인(Kirati) 계통 민족들이 사용하는 중국티베트어족 언어들이다. 키라티족에 해당하는 민족으로 야카족(Yakkha), 림부족(Limbu), 라이족(Rai), 수누와르족(Sunuwar)이 있다.
조지 반 드림은 네와르어 등과 가까운 관계라고 주장하며 키란티어군과 네와르어군으로 이루어지는 '마하키란티어군'(Mahakiranti) 가설을 제안하기도 했으나, 일부 학자들은 키란티어군이라는 하위 분류의 성립에 회의적이다. 디말어군(Dhimal)은 학자에 따라 키란티어군으로 분류되기도, 분류되지 않기도 한다.

## 분류
- 동부
  - 림부어
  - Greater Yakkha
  - Upper Arun
- 중앙
  - Khambu Rai
  - Southern
- 서부
  - Thulung Rai?
  - Chaurasiya
  - Upper Dudhkosi
  - 북서부
    - 바힝어
    - 순와르어
    - 바유어